# 相田楓
相田 楓（あいだ かえで、現在の芸名は桜川 千夏（さくらがわ ちなつ）、1994年11月23日 - ）は、日本の女優、タレント、モデルである。

## 略歴
- 2005年9月、東京都立多摩地区で行われた市民ミュージカルに参加。その後3年間、市民ミュージカル主催劇団の育成会に参加。その後、演劇ユニット・KeyStationにて活動。

## 出演

### テレビ

#### 連続ドラマ
- 明日の光をつかめ (2010年7月5日 - 9月3日、東海テレビ)
- マジすか学園2 (2011年4月15日 - 7月2日、テレビ東京)

#### 再現VTR
- 徳光和夫の感動再会"逢いたい" (2006年10月19日 - 2009年3月19日、TBS)
- ドラクロワ (2010年10月4日 - 、NHK総合)

#### その他
- シャキーン! (2008年3月31日 - 、NHK教育)